# Charlotte von Mahlsdorf
Charlotte von Mahlsdorf, född den 18 mars 1928 i Berlin, död den 30 april 2002 i Berlin, var en tysk transperson som grundade Gründerzeitmuseet i Mahlsdorf i östra Berlin.

## Barndom
Charlotte von Mahlsdorf var ett av tre barn till Max och Gretchen Berfelde. Hon identifierade sig tidigt som flicka, och enligt den självbiografi hon skrev var hon redan som liten intresserad av att klä sig i flickkläder och av gamla saker. Hon var sedan ung ålder intresserad av det sena 1800-talets arkitektur och inredningsdesign, särskilt möbler från gründerzeitstilen, som var populär i Tyskland från 1871 till sekelskiftet 1900. Hon började samla på inredningsartiklar i gründerzeitstil och förvarade dessa i huset i Mahlsdorf, där hon bodde med sin familj.
I början av 1940-talet anställdes Charlotte von Mahlsdorf på en antikvitetsbutik i stadsdelen Kreuzberg. En av hennes arbetsuppgifter var att rensa ut lägenheter – ofta lägenheter som hade tillhört deporterade judar – och då och då brukade hon behålla småsaker för sig själv.
Fadern Max Berfelde blev medlem i Nazistpartiet redan i slutet av 1920-talet och blev lokal partiledare i Mahlsdorf. Under Charlotte von Mahlsdorfs uppväxt misshandlades hon och modern Gretchen regelbundet av honom. 1942 tvingade fadern Charlotte att gå med i Hitlerjugend. Sommaren 1943 evakuerades Charlotte, syskonen och modern från Berlin till Bischofsburg i dåvarande Ostpreussen (idag Biskupiec i Polen). Hon återvände till Berlin i januari 1944. Fadern och von Mahlsdorf grälade ofta och situationen förvärrades 1944 när Charlottes mamma lämnade familjen under evakueringen av Berlin. Fadern krävde att Charlotte skulle välja mellan mamman och pappan, och hotade henne med en pistol. Det slutade med att Charlotte slog ihjäl sin far med en brödkavel när denne låg och sov. Efter flera veckor inspärrad på en psykiatrisk klinik så blev hon i januari 1945 dömd till fyra års ungdomsfängelse.

## Vuxenliv

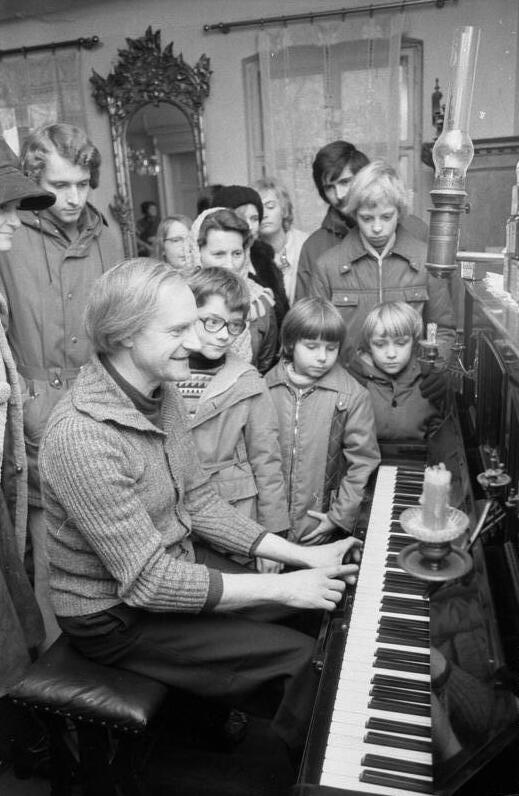
Charlotte von Mahlsdorf och nyfikna besökare i Gründerzeit-Museum, 1977.

I samband med att andra världskriget tog slut blev Charlotte frisläppt. Hon arbetade med försäljning av second-handvaror och började klä sig mer feminint, Lothar blev Lottchen. Hon älskade äldre män och blev en välbekant person i staden, känd under namnet Charlotte von Mahlsdorf.
Hon började samla på vardagsföremål och började ta hand om historiska föremål från utbombade hus. Hon räddade bland annat Schloss Friedrichsfelde från rivning och rustade upp byggnaden själv 1946. Hon arrangerade visningar av slottet varje söndag fram till våren 1948, då hon tvingades lämna slottet. Den rådande situationen i Berlin gjorde att många flyttade till Västtyskland och sålde sitt bohag för en billig penning. Den samling som hon byggde upp blev grunden till Gründerzeitmuseet. Charlotte engagerade sig i bevarandet av Gutshaus Mahlsdorf, den herrgård som fanns i Mahlsdorf och som hotades av rivning. Det slutade med att hon själv fick flytta in i huset hyresfritt. 1960 öppnade hon sitt museum i huset, ett museum som innehåller en mängd vardagsföremål från perioden 1870–1895, den epok som på tyska kallas Gründerzeit.
Museet blev välkänt inom olika kulturella kretsar, och även inom Berlins gayrörelse. Från 1970 hade Östberlins gayrörelse då och då möten och evenemang i museet. 1974 ville de östtyska myndigheterna själva ta över kontrollen över museet och dess utställningsföremål. I protest började Charlotte ge bort föremålen till besökare. Tack vare insatser från skådespelaren Annekathrin Bürger och åklagaren Friedrich Karl Kaul (och kanske även tack vare Charlottes insats som inofficiell medarbetare eller stasikollaboratör) så gav myndigheterna upp sitt krav 1976 och Charlotte kunde ensam behålla kontrollen.
1991 attackerade nynazister en av de festligheter som hölls i museet. Flera deltagare skadades. I samband med detta gjorde Charlotte offentligt att hon övervägde att lämna Tyskland. 1992 fick hon utmärkelsen Bundesverdienstkreuz för sin renoveringsinsats. Hennes beslut att lämna Tyskland innebar att hon stängde museet 1995, och 1997 flyttade hon till Porla brunn i Laxå kommun i Närke. Där öppnade hon, med måttlig framgång, ett nytt museum med inriktning på sekelskiftet 1900. Staden Berlin köpte upp Gründerzeitmuseet och 1997 kunde det öppnas på nytt. Museet i Sverige testamenterades till svenska staten, som emellertid beslutade att avstå och samlingarna gick därmed till Charlotte von Mahlsdorfs tyska släktingar.
Hon avled på grund av hjärtproblem under ett besök i Berlin den 30 april 2002. Innan sin död fick hon namnet Charlotte von Mahlsdorf registrerat som sitt officiella artistnamn.

## Oklart förflutet
Under 1990-talet väcktes det frågor om Charlotte von Mahlsdorfs förflutna. Det stod klart att hennes självbiografi innehöll flera motsägelsefulla uppgifter om hennes liv, både under Nazitiden och den efterföljande DDR-tiden. Man[källa behövs] hävdade att hennes samling till stor del bestod av föremål som stulits från de judar som deporterats till fångläger under nazitiden samt från personer som flytt till Västtyskland efter krigsslutet.
Det hävdades vidare att hon hade samarbetat med den östtyska säkerhetspolisen, Stasi mellan 1971 och 1976, hennes täcknamn hade varit Park.[källa behövs]

## Böcker
Charlotte von Mahlsdorf skrev följande böcker :
- Ich bin meine eigene Frau (Jag är min egen fru), München: dtv (1995), ISBN 3-423-12061-4.
- Ab durch die Mitte, München: dtv (1997), ISBN 3-423-20041-3, skriven i samarbete med Peter Süß.

## Eftermäle

### Pjäs
Den amerikanske dramatikern Doug Wright har gjort hennes självbiografi föremål för en pjäs med namnet Jag är min egen fru. Pjäsen vann en Tony Award 2004 för bästa pjäs och samma år fick den även Pulitzerpriset i kategorin drama. I Sverige uppfördes den på Stockholms stadsteater av Björn Kjellman.

### Film
Rosa von Praunheim gjorde 1992 en filmatisering av boken Ich bin meine eigene Frau. von Praunheim gjorde senare filmen "Charlotte in Schweden" (2002), som handlade om Charlottes liv i Porla Brunn.

### Charlotte-von-Mahlsdorf-Ring
En gata i Berlin döptes i hennes ära 2018.